# イオンタウン姶良
イオンタウン姶良（イオンタウンあいら）は、鹿児島県姶良市でイオンタウン株式会社が運営しているGMS（総合スーパー）を核テナントとするショッピングモールである。
本項では、前身のサンシティ・リブレ→姶良サティ（あいらサティ）→イオン姶良ショッピングセンター（イオンあいらショッピングセンター）についても記述する。

## 概要

### サンシティ・リブレ→姶良サティ→イオン姶良SC
旧:イオン姶良ショッピングセンターは、1988年（昭和63年）11月に旧加治木町と旧姶良町にてスーパーマーケットを運営していた株式会社ヱビスヤが、株式会社九州ニチイとの合弁事業として開業した「サンシティ・リブレ」が前身である。開業当初の核店舗は「ヱビスヤ」で、サンシティ・リブレのロゴマークはニチイと同じ赤い鳩マークだった。県都・鹿児島市に隣接してベッドタウンとして人口増が進んでいた姶良町に初めて開業した本格的な郊外型ショッピングセンター。1994年（平成6年）には国分隼人テクノポリス地域として発展著しい隼人町に隼人国分サティ（現・イオン隼人国分ショッピングセンター）も開業させ、姶良・国分地区を代表する大型ショッピングセンター2施設を運営。1997年（平成9年）に「南九州ファミリーデパート」と合併して社名を「マイカル南九州」に変更。引き続き業績も比較的好調であった。同時期には県道391号線を挟んで隣接する地区に寿屋（現：カリーノ）グループが、隣にサンシティ・リブレの数倍以上の売場規模（50,000㎡クラス）で「仮称・姶良ショッピングセンター」設置計画を発表。対抗処置として、温浴施設やレジャー施設などを核とした新館計画を発表した。しかし、寿屋グループとマイカルグループが両者ともに破綻したことから両社の計画は白紙となった。
2000年（平成12年）のマイカル南九州がマイカル九州へ統合されたことに伴い、店名を「姶良サティ」に変更。その後、2001年（平成13年）に親会社・株式会社マイカルが破綻し、イオングループの傘下となったことなどから2007年（平成19年）にイオン九州の運営となり、2011年（平成23年）に商号の統一の為、「（初代）イオン姶良店」および「イオン姶良ショッピングセンター（SC名）」へと名称変更された。
2012年（平成24年）、千葉県千葉市に本社を置くイオンタウン株式会社が、県道391号線を挟んで隣接する地区32,000㎡（寿屋のライバル店候補地だった地区）に現施設との一体になったショッピングセンター計画（現:イオンタウン姶良）を発表。そのため、当SCはイオンタウン姶良開業と前後して閉鎖、解体後にイオンタウン姶良の別館（娯楽施設部分）として建て替え予定となっている。そして、2016年（平成28年）1月15日に現在のイオン姶良店を同年2月14日をもって閉店することが発表され、2月14日の21時を以て閉店した。閉店後、跡地は解体され、同年8月19日にはイオン九州が所有していた旧イオン姶良SCの土地をイオンタウンに売却した。

### イオンタウン姶良
2016年（平成28年）3月8日、イオンタウン姶良（西街区）がソフトオープンし、3月10日にはグランドオープンした。核店舗は（2代目）イオン姶良店となっている。一部の店舗（後述）が旧店舗から引き続き入居している。
2017年（平成29年）4月22日に（初代）イオン姶良店跡地に東街区が開業。シネマコンプレックス『シネマサンシャイン姶良』もオープンした。

## 核店舗・テナント

### イオンタウン姶良
詳しくは「フロアガイド」を参照

### 旧店舗時代
下記は閉店日の2016年（平成28年）2月14日時点のものである、◎印のついている店舗は同年3月10日開業のイオンタウン姶良に移転して引き続き入居したテナント。☆印の付いている店舗はサンシティ・リブレとしての開業時から営業しているテナント。

### 核店舗
イオン姶良店◎

### テナント
1F物販・サービス
- フィレンツェ華美
- 宝くじチャンスセンター◎（来夢館に名称変更）
- リペアランド☆
- クリーンショップ☆◎
- グリーンフォト松田☆
- ATMコーナー（鹿児島銀行1/ゆうちょ銀行1/南日本銀行・九州労働金庫・鹿児島信用金庫・鹿児島相互信用金庫の共同1）◎（現在異なる）
- 美容室イーゼ
- 保険のお医者さん
- こくぶ虎屋◎
- タカラブネ
- さつま揚げ べっ甲屋◎（イオン内）
- お茶の芳香園

1Fレストラン街
- ロッテリア

2F物販・サービス
- エコー71
- さが美
- Bis!
- マダムハウス
- 靴の尚美堂◎（LEED'Sに名称変更）
- 時計宝飾 精光堂☆◎
- 時計 B-MAX
- ラ・パックス◎
- カーブス◎

3F物販・サービス
- 雑貨ゴンゼレス◎
- メガネのヨネザワ◎
- meets.◎
- モーリーファンタジー（旧・ダイナレックス）☆◎（イオン内）
- 中川運輸トラベル◎（トラベルガーデンに名称変更）
- ハロー！パソコン教室◎

### その他敷地内の施設・テナント
ヤマダデンキ（旧店舗時代はヤマダ電機）とペトラスは建て替え後も建物は変わらずに営業している。
- ヤマダデンキ九州テックランド姶良店◎
- ペトラス（ガソリンスタンド）◎
- 焼き鳥のやまさき

### 過去にあった施設・テナント
- お好み焼き 向日葵
- 和食 丼匠
- 餃子 王さん亭
- ファミザラス（ゲームショップ）
- 風月堂（菓子）
- イタリアントマトカフェJr.（喫茶・スイーツ）
- 彦一だんご（和菓子）
- 古市庵（寿司・惣菜）
- グルメピアザ（フードコート）
- リブレ文化教室（カルチャー教室）
- ホッとりぼん鹿児島（保険代理店）
- ダイセン（紳士カジュアル）
- Mr.フルーツマン（フルーツジュース・アイス）
- ドリームタウンミスミ（CDショップ）

## 最寄りの交通機関
- 九州旅客鉄道（JR九州）日豊本線・帖佐駅 - 徒歩約10分
- 南国交通「イオンタウン姶良前」バス停 - 徒歩1分

### 周辺の主な競合商業施設
- コミュニティープラザあいら　売場面積4,416㎡

（核店舗：Aコープ姶良店/主要テナント：ゲオ、バースディ、セカンドストリート、ブランジェール、モスバーガー）
- スーパーセンターニシムタ姶良店

（核店舗：ニシムタ姶良店/主要テナント：地球文化屋）
- マイコープタウン姶良　売場面積2,986㎡

（核店舗：コープ姶良店/主要テナント：ミドリ薬品、ダイソー、ユニクロ、シュープラザ、西松屋、ミスタードーナツ）
- グラード姶良店

（核店舗：グラード姶良店/主要テナント：宝くじチャンスセンター）
- タイヨー重富店　売場面積5,149㎡

（核店舗：タイヨー重富店・ベリーマッチ重富店）
- ソレイユタウン（旧：寿屋）　売場面積9,712㎡

（核店舗：タイヨー西加治木店・エディオン鹿児島姶良加治木店/主要テナント：ガスト、マツモトキヨシ、やよい軒、医療モール）

### イオン姶良SC周辺の商業集積変遷
1970年代、国鉄帖佐駅から徒歩約4分の帖佐変電所そばに「やなぎストアー（姶良市宮島町16-15）」開店。インストアベーカリーもあり、帖佐駅周辺初のスーパーストアとして繁盛した。やなぎに続いて、エーコープの食品スーパー（姶良市宮島町19付近・現住宅地）も開店。うどん・そば・おにぎり等の食べられる食堂を併設し人気を得ていった。2フロア構成で食品の他に衣類・寝具も扱った「ヱビスヤ帖佐店（姶良市宮島町19・エーコープと同ブロックで隣接）」は、店頭に小僧寿しのテイクアウトショップがあった。そして旧姶良町役場（現姶良市役所）そばに「スーパーこうか姶良店（姶良市宮島町32・現市役所駐車場）」等が開店。食品と軽衣料、更に2階にレストランもある施設であった。このように新店が開業するごとに駐車場の設置や売場・テナントの充実で時代のニーズに対応したものになった為、当時の「こうか」の繁盛ぶりは著しく、スーパーこうかは旧姶良郡内に食品スーパー5店舗（蒲生店→だいわ蒲生店→閉店。跡地はローソン、加治木店→山形屋ショッピングプラザ加治木店、隼人店→山形屋ショッピングプラザ隼人店、姶良店→跡地は現市役所駐車場、重富店→閉店）を運営する迄に成長。「やなぎ」から「こうか」につながる道沿いに洋品店・寝具店・金物店・菓子店等が集積して商店街化していった。1980年代には国道10号線沿いに「タイヨー姶良店（姶良市東餅田2372-1・現グラード姶良店）」も開店して、古くから商店街の発展していた旧加治木町を凌ぐ商業集積になりつつあったが、県内有数の流通大手進出でオーバーストア＆競争激化となり、時代のニーズにそぐわなくなった店舗から閉店や移転を始める。その流れの中で、2フロア構成店舗ではありながら売場面積が小さく駐車場拡張もままならなかったヱビスヤが、マイカル九州の支援を得て本店である加治木の「ショッピングデパート・ヱビスヤ」を大きく上回る規模の本格的ショッピングセンター「sun city libre（サンシティ・リブレ）」を現在地に移転開業した。

## 店舗画像

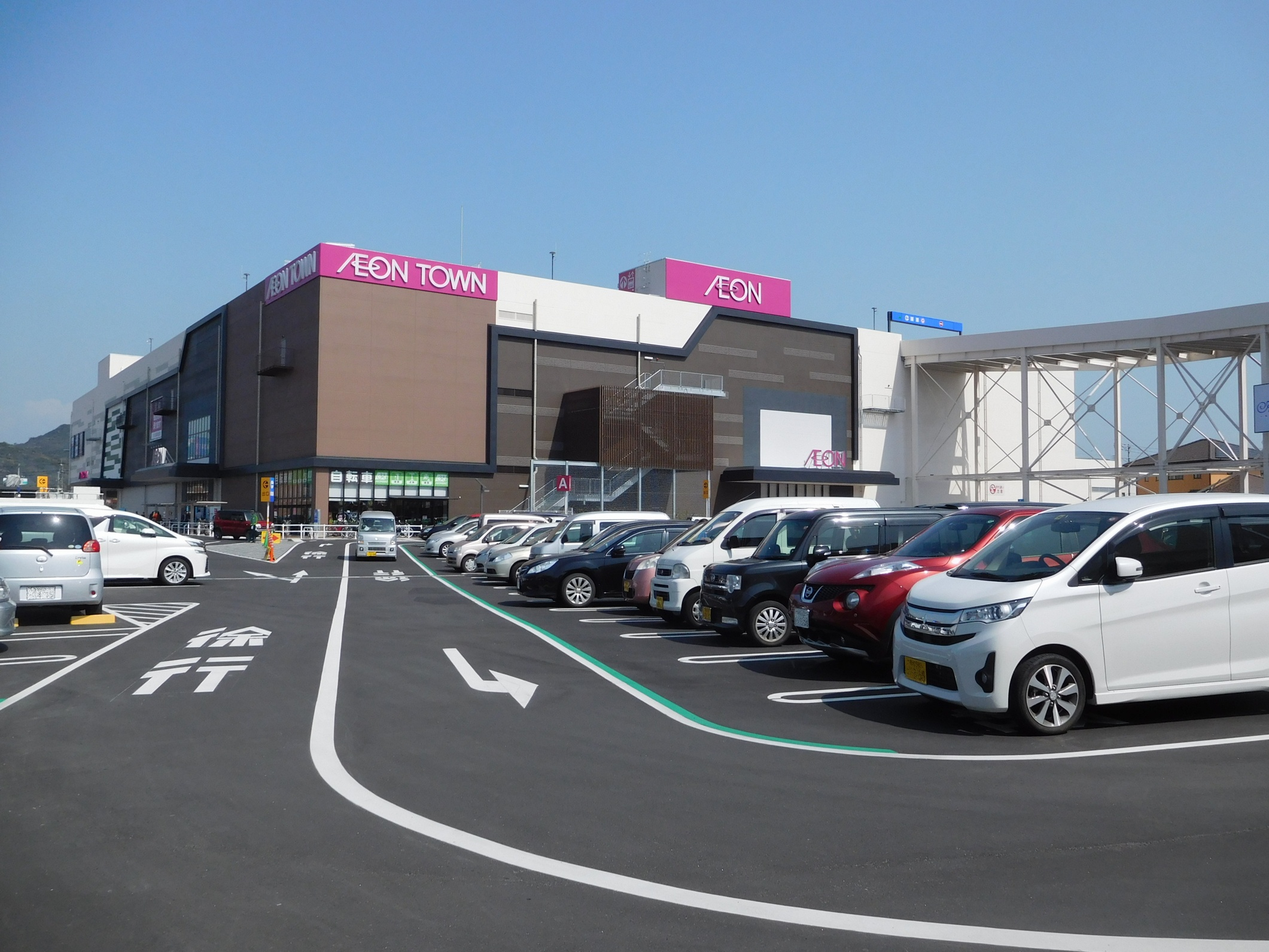
イオンタウン姶良・西街区（西側から2016年3月撮影）
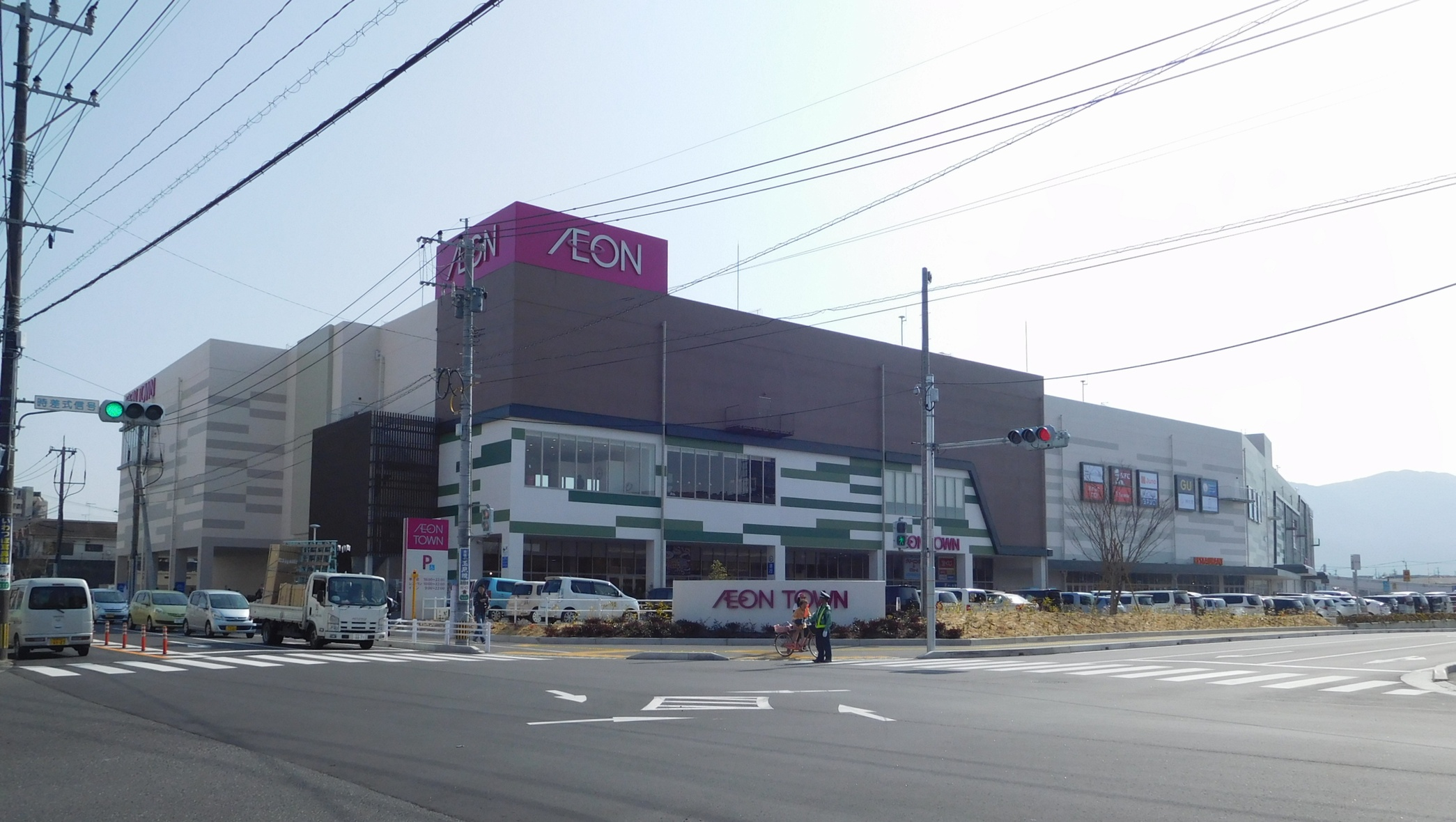
イオンタウン姶良・西街区（東側から2016年3月撮影）
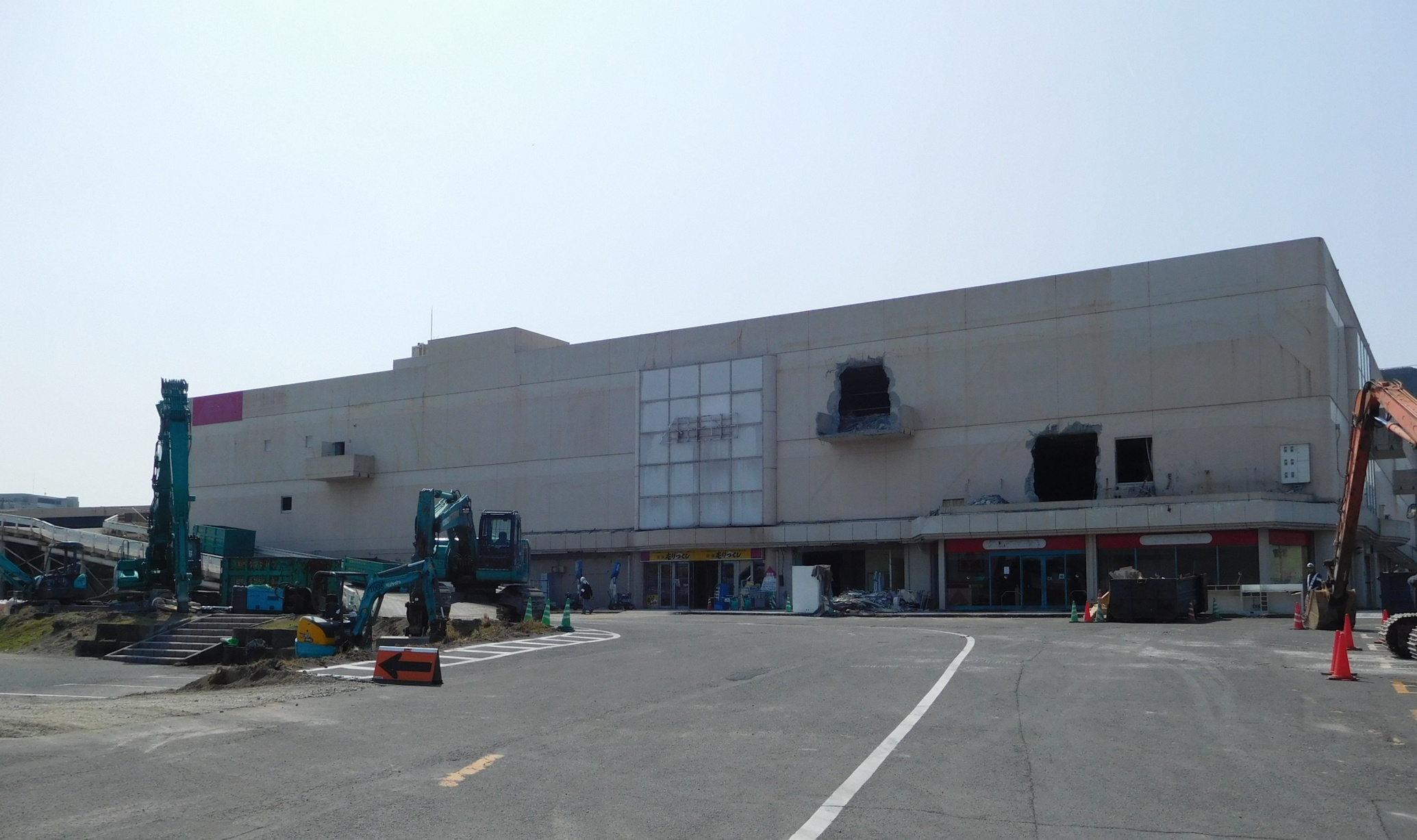
解体中のイオン姶良店（旧サティ、東側から2016年3月撮影）
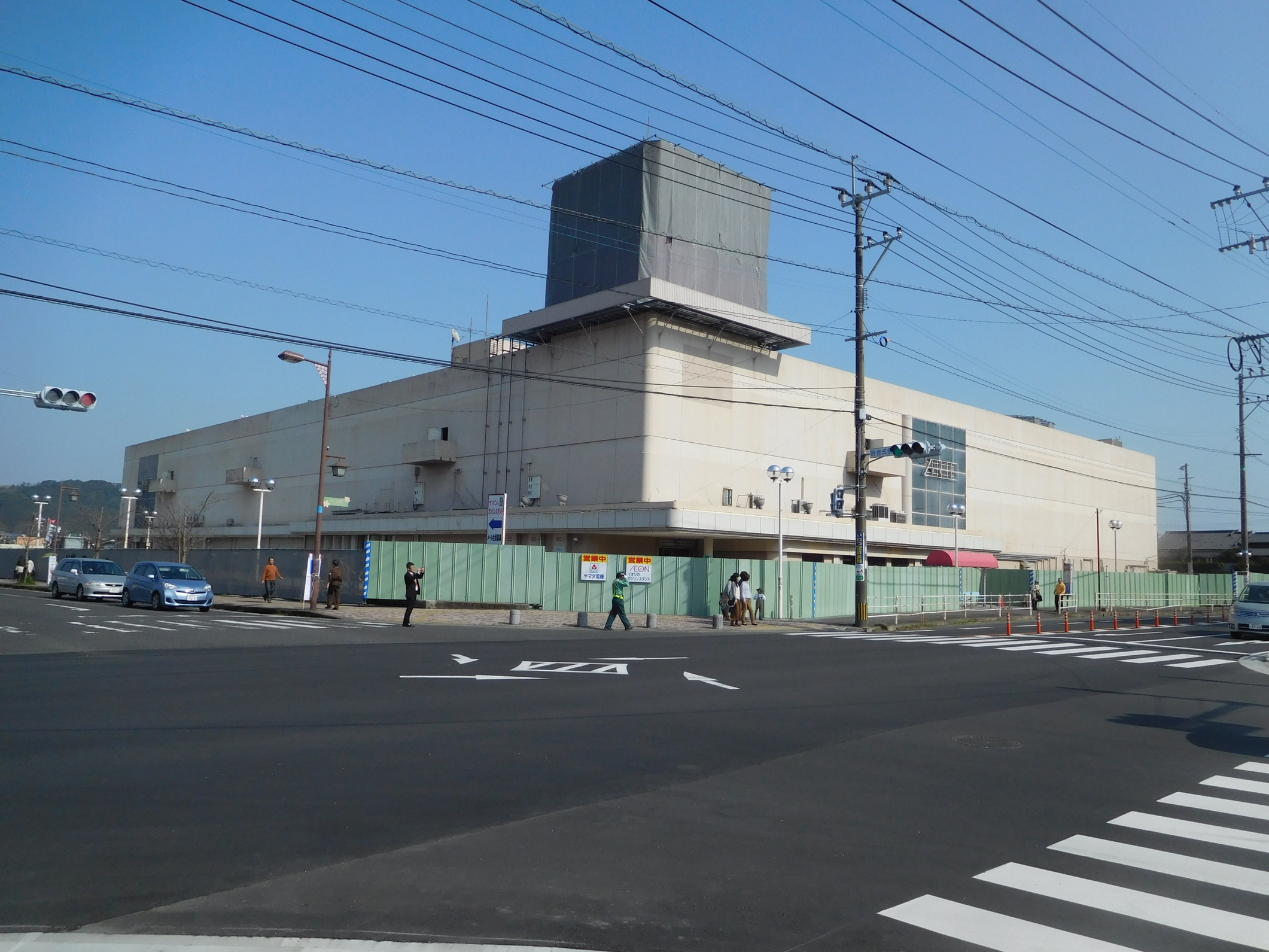
解体中のイオン姶良店（旧サティ、西側から2016年3月撮影）